# Torre del Alambique
La Torre del Alambique es una torre perteneciente a un conjunto bodeguero desaparecido en el municipio de Rociana del Condado, provincia de Huelva. Forma parte del Conjunto Histórico protegido de Rociana del Condado.

## Descripción
La Torre del Alambique es de planta rectangular en la que se distinguen dos cuerpos. El primero corresponde a los dos primeros tercios que cuentan con sencillos ventanales. El último tercio posee varias arcadas a cada uno de los lados. En la fachada principal destaca un azulejo dedicado a la Virgen del Socorro. Junto a la torre se conserva una chimenea de sección circular similar a la Torre de los Alicantinos, con idéntica función.

## Historia

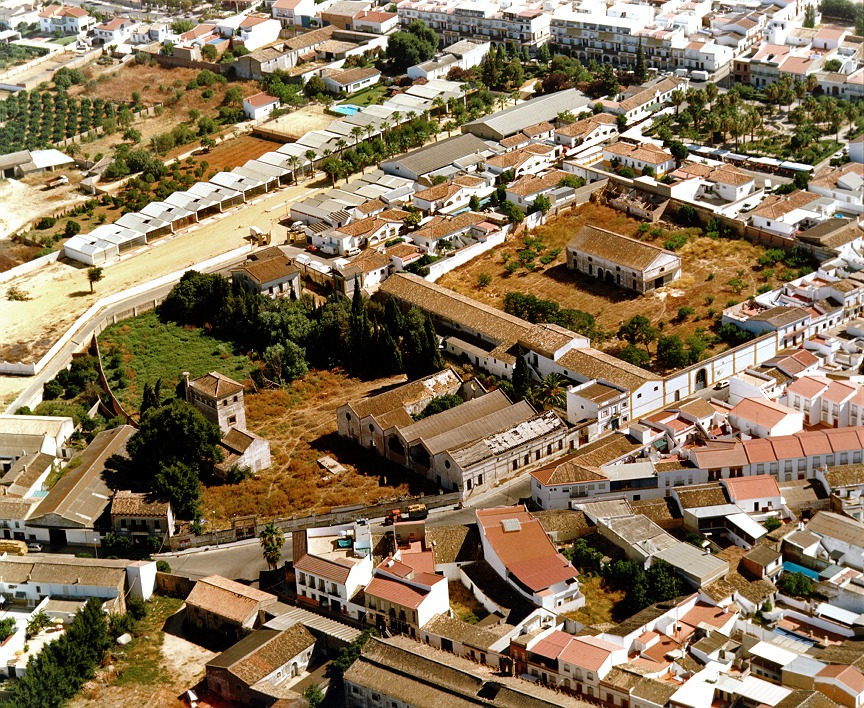
Vista aérea del conjunto bodeguero antes de la remodelación de la zona.

El conjunto bodeguero fue construido a principios del siglo XX. La torre estaba destinada a la destilación de alcohol y era un elemento más de la amplia bodega de la que formaba parte, hoy desaparecida. La bodega, además, estaba constituido por una gran casa, jardines y unas naves que daban a la calle La Fuente. Popularmente era conocida como la «Casa de la Pradera». Uno de sus últimos propietarios fue Benito Ferraro y estuvo unos 25 años en funcionamiento. Fue también cine de verano, cuartel de Los Flechas, lugar de catequesis y la central de la electricidad del municipio.
Los terrenos que ocupaba el conjunto desaparecido actualmente forman parte de la urbanización de la zona y del recinto ferial. El edificio fue totalmente restaurado e inaugurado el 30 de octubre como complejo turístico. El Hostal cuenta con seis habitaciones, un restaurante en varios niveles y una cafetería y se encuentra distribuido sobre una superficie de 909 metros cuadrados.